# Olympische Sommerspiele 1980/Teilnehmer (Zypern)
| Gelbes Symbol für Goldmedaillen mit stilisierten Olympischen Ringen | Graues Symbol für Silbermedaillen mit stilisierten Olympischen Ringen | Braundes Symbol für Bronzemedaillen mit stilisierten Olympischen Ringen |
| ------------------------------------------------------------------- | --------------------------------------------------------------------- | ----------------------------------------------------------------------- |
| —                                                                   | —                                                                     | —                                                                       |

Zypern nahm an den Olympischen Sommerspielen 1980 in Moskau, Sowjetunion, mit einer Delegation von 14 Sportlern (12 Männer und 2 Frauen) teil.
Fahnenträger bei der Eröffnungsfeier war der Judoka Kostas Papakostas.

## Teilnehmer nach Sportarten

### Judo
- Neofitos Aresti
Leichtgewicht: 19. Platz

- Panikos Eyripidou
Halbschwergewicht: 20. Platz

- Konstantinos Konstantinou
Halbleichtgewicht: 19. Platz

- Kostas Papakostas
Mittelgewicht: 10. Platz

- Spyros Spyrou
Superleichtgewicht: 13. Platz

### Schwimmen
- Lakis Fylaktou
100 Meter Freistil: Vorläufe
100 Meter Rücken: Vorläufe

- Linos Petridis
100 Meter Schmetterling: Vorläufe

- Anabel Drousiotou
Frauen, 100 Meter Rücken: Vorläufe

- Olga Loizou
Frauen, 100 Meter Freistil: Vorläufe

### Segeln
- Dimitrios Dimitriou
470er: 14. Platz

- Dimitrios Karapatakis
Flying Dutchman: 15. Platz

- Marios Karapatakis
Flying Dutchman: 15. Platz

- Panagiotis Nikolaou
470er: 14. Platz

- Panikos Rimis
Finn-Dinghy: 21. Platz